# Finn and Hattie
Pour plus de détails, voir Fiche technique et Distribution.
Finn and Hattie est un film américain de Norman Taurog et Norman Z. McLeod, sorti en 1931.

## Synopsis
Une petite fille surdouée s'amuse à attirer des ennuis à son cousin et quand elle ne le tourmente pas, elle aide son père à se tirer d'affaire avec des escrocs.

## Fiche technique
- Titre : Finn and Hattie
- Réalisation : Norman Taurog et Norman Z. McLeod
- Scénario : Joseph L. Mankiewicz et Sam Mintz d'après le roman de Donald Ogden Stewart
- Photographie : Devereaux Jennings
- Société de production : Paramount Pictures
- Pays d'origine : États-Unis
- Format : Noir et blanc
- Genre : comédie
- Durée : 78 minutes
- Date de sortie : 1931

## Distribution
- Leon Errol : Finley P. Haddock
- Mitzi Green : Mildred Haddock
- Zasu Pitts : Mrs Haddock
- Jackie Searl : Sidney
- Lilyan Tashman : la 'Princesse'
- Mack Swain : Le Bottin
- Regis Toomey : Henry Collins
- Harry Beresford : l'éboueur
- Syd Saylor
- Rolfe Sedan : le chauffeur de taxi (non crédité)